# Lanny & Wayne - Buoni vs. cattivi
Lanny & Wayne - Buoni vs. cattivi (Prep & Landing: Naughty vs. Nice) è uno speciale televisivo d'animazione statunitense del 2011 scritto e diretto da Kevin Deters e Stevie Wermers. Sequel del cortometraggio del 2010 Lanny & Wayne - Operazione Babbo Natale e terzo episodio della serie iniziata con lo speciale Lanny & Wayne - Missione Natale (2009), fu prodotto dalla Walt Disney Animation Studios e andò in onda per la prima volta il 5 dicembre 2011 sulla ABC.
Lo speciale fu apprezzato dalla critica e vinse quattro Annie Award e un Primetime Emmy Award, ma non ebbe gli ascolti sperati e la serie venne inizialmente interrotta. Tuttavia un terzo speciale di mezz'ora, Prep & Landing: The Snowball Protocol, che verrà prodotto dalla Disney Television Animation, è stato annunciato al Festival internazionale del film d'animazione di Annecy 2024 e verrà distribuito nel 2025.

## Trama
Con l'avvicinarsi del giorno di Natale, Wayne e Lanny sono incaricati di recuperare un dispositivo caduto l'anno precedente nelle mani di un bambino cattivo hacker che sta tentando di accedere alla lista dei buoni e dei cattivi. Ai due viene aggregato Noel, fratello minore di Wayne, un esperto di bambini cattivi e membro dell'unità Elfi Carbonai che consegna loro il carbone. Durante il viaggio, Noel e Wayne ricordano la loro infanzia, quando lavoravano insieme molto meglio di quanto non facciano ora. Quando il trio arriva a casa dell'hacker, Wayne e Noel si ritrovano a combattere contro un coniglietto meccanico, mentre Lanny riesce a entrare nella stanza dell'hacker venendo però catturato.
L'hacker si rivela quindi essere una bambina di nome Grace Goodwin, che intende togliersi dalla lista dei cattivi credendo di essere stata incastrata dal suo fratellino Gabriel, che aveva distrutto il suo peluche preferito e impedito che ne chiedesse uno nuovo a Babbo Natale. Su suggerimento di Lanny, Grace scopre che la password della lista è "per favore", e riesce a cambiare il suo stato. Noel riesce a recuperare il dispositivo, ma Wayne è infastidito per essere stato messo in ombra dal fratello e si mette a litigare con lui in strada di fronte alla casa di Grace. Noel gli dice di averlo sempre ammirato e gli lancia addosso ciò che aveva intenzione di regalargli: una slitta giocattolo che Wayne desiderava da bambino ma che non era mai riuscito ad avere. Ciò spinge Wayne a riconciliarsi con Noel, sotto gli occhi di Grace.
Wayne riceve quindi una chiamata da Magee che gli dice che il dispositivo ha bruciato il database e sta trasferendo ogni bambino sulla lista dei cattivi, e il signor Cardo (responsabile del server) non può accedere al dispositivo poiché la sua antenna si è rotta. Il signor Cardo dice a Wayne di collegare il dispositivo a un'antenna potente per invertire il danno. Grace aiuta gli elfi resettando il dispositivo, quindi Noel e Wayne salgono in cima a un edificio e lavorano insieme per collegare il dispositivo all'antenna, ripristinando la connessione e invertendo il danno. La mattina dopo, Gabriel dà a Grace il suo regalo di Natale: un nuovo peluche come quello che aveva distrutto. Nel frattempo, al Polo Nord, Wayne e Noel vincono entrambi il titolo di "elfi dell'anno" per i loro sforzi e la loro cooperazione.

## Personaggi e doppiatori
| Personaggio   | Doppiatore originale         | Doppiatore italiano   |
| ------------- | ---------------------------- | --------------------- |
| Wayne         | Dave Foley                   | Massimiliano Manfredi |
| Lanny         | Derek Richardson             | Stefano Crescentini   |
| Magee         | Sarah Chalke                 | Georgia Lepore        |
| Noel          | Rob Riggle                   | Roberto Stocchi       |
| Signor Cardo  | Chris Parnell                | Alessio Cigliano      |
| Il Principale | William Morgan Sheppard      | Luciano De Ambrosis   |
| Grace Goodwyn | Emily Alyn Lind              | Alessia Corona        |
| Sigfrido      | Hayes MacArthur              | Leslie La Penna       |
| Crumbles      | Phil LaMarr                  | Valerio Ruggeri       |
| Gene          | Chris Harrison               |                       |
| Carol         | Grace Potter                 |                       |
| Coniglietto   | Kevin Deters                 |                       |
| Elfi          | Dorothy McKim Stevie Wermers |                       |

## Distribuzione

### Edizione italiana
L'edizione italiana dello speciale fu trasmessa la sera di Natale del 2011 su Rai 2. Il doppiaggio italiano è stato eseguito dalla Royfilm e diretto da Leslie La Penna su dialoghi di Luigi Calabrò, mentre i testi delle canzoni sono di Lorena Brancucci e la direzione musicale è a cura di Ermavilo. Rispetto agli episodi precedenti, il Principale (ovvero Babbo Natale) è doppiato da Luciano De Ambrosis anziché da Renato Mori a causa del ritiro dalla professione di quest'ultimo.

### Edizioni home video
Il 6 novembre 2012 lo speciale fu distribuito in DVD-Video e Blu-ray Disc America del Nord insieme a Lanny & Wayne - Missione Natale; come extra sono inclusi il breve cortometraggio La grande avventura di Scricciolo, Lanny & Wayne - Operazione Babbo Natale e alcune clip animate sugli elfi di Babbo Natale.

## Riconoscimenti
- 2012 – Annie Award[6]
  - Miglior animazione dei personaggi in una produzione televisiva a Tony Smeed
  - Miglior character design in una produzione televisiva a Bill Schwab
  - Miglior colonna sonora in una produzione televisiva a Grace Potter e Michael Giacchino
  - Miglior storyboarding in una produzione televisiva a Brian Kesinger
  - Candidatura alla miglior produzione televisiva per un pubblico generalista
  - Candidatura alla miglior animazione dei personaggi in una produzione televisiva a Chad Sellers
  - Candidatura alla miglior animazione dei personaggi in una produzione televisiva a Rebecca Wilson Bresee
  - Candidatura alla migliore regia in una produzione televisiva a Kevin Deters e Stevie Wermers
  - Candidatura al miglior storyboarding in una produzione televisiva a Barry Johnson
  - Candidatura al miglior storyboarding in una produzione televisiva a Joe Mateo
  - Candidatura alla miglior sceneggiatura in una produzione televisiva a Kevin Deters e Stevie Wermers
- 2012 – Primetime Emmy Awards
  - Miglior realizzazione individuale nell'animazione a Bill Schwab (character design)[7]
  - Candidatura al miglior doppiatore a Rob Riggle[8]
  - Candidatura alla miglior colonna sonora per una miniserie, film o speciale a Michael Giacchino[8]
- 2012 – Young Artist Award[9]
  - Candidatura alla miglior doppiatrice a Emily Alyn Lind
- 2012 – Premi Visual Effects Society[10]
  - Candidatura ai migliori effetti visivi in una miniserie, film o speciale televisivo a Kevin Deters, Dorothy McKim, John Murrah e Stevie Wermers